# Gararé
Gararé (auch: Gagaré, Garari, Garoré) ist ein Dorf in der Landgemeinde Ourafane in Niger.

## Geographie
Das von einem traditionellen Ortsvorsteher (chef traditionnel) geleitete Dorf befindet sich rund 17 Kilometer nordöstlich des Hauptorts Ourafane der gleichnamigen Landgemeinde, die zum Departements Tessaoua in der Region Maradi gehört. Zu weiteren Siedlungen in der Umgebung von Gararé zählen Guidan Gobgé im Nordwesten, Dan Aï Saboua im Norden, Yagagi im Nordosten, Guidan Guiwa im Osten, Kaoutchin Kaba im Südosten und Kahin Gatari im Westen. Gararé liegt auf einer Höhe von 432 m.
Es herrscht das Klima der Sahelzone vor, mit einer durchschnittlichen jährlichen Niederschlagsmenge zwischen 300 und 400 mm.

## Bevölkerung
Bei der Volkszählung 2012 hatte Gararé 1868 Einwohner, die in 284 Haushalten lebten. Bei der Volkszählung 2001 betrug die Einwohnerzahl 1237 in 152 Haushalten und bei der Volkszählung 1988 belief sich die Einwohnerzahl auf 1171 in 189 Haushalten.
Die Bevölkerungsdichte in diesem Gebiet ist mit 10 bis 20 Einwohnern je Quadratkilometer relativ gering.

## Wirtschaft und Infrastruktur
Der bedeutende Viehmarkt von Gararé wird von Züchtern frequentiert, die hier Vieh für den weiteren Handel verkaufen. Der Markttag ist Sonntag. Gararé liegt in einem Gebiet des Übergangs zwischen der Naturweidewirtschaft des Nordens und des Ackerbaus des Südens, was zu Landnutzungskonflikten führt.
Mit einem Centre de Santé Intégré (CSI) ist ein Gesundheitszentrum im Dorf vorhanden. Es gibt eine Grundschule. Durch Gararé führt die 151,3 Kilometer lange Nationalstraße 45 zwischen Tessaoua und Guézawa.